# Internationales Gymnasium Pierre Trudeau
Das Internationale Gymnasium Pierre Trudeau ist ein Gymnasium in freier Trägerschaft und hat seinen Standort in Barleben bei Magdeburg. Die Schule bietet als eine von zwei allgemeinbildenden Schulen in Sachsen-Anhalt einen Bildungsgang zur Erlangung des AbiBac an. Der Fremdsprachenunterricht erfolgt im Fach Chinesisch ausschließlich, und in den Fächern Englisch, Französisch und Spanisch teilweise durch muttersprachliche Lehrkräfte. Die 50 Lehrkräfte kommen aus Deutschland, anderen europäischen Ländern, den USA und der Volksrepublik China. Träger der Schule ist die Ecole-Stiftung.

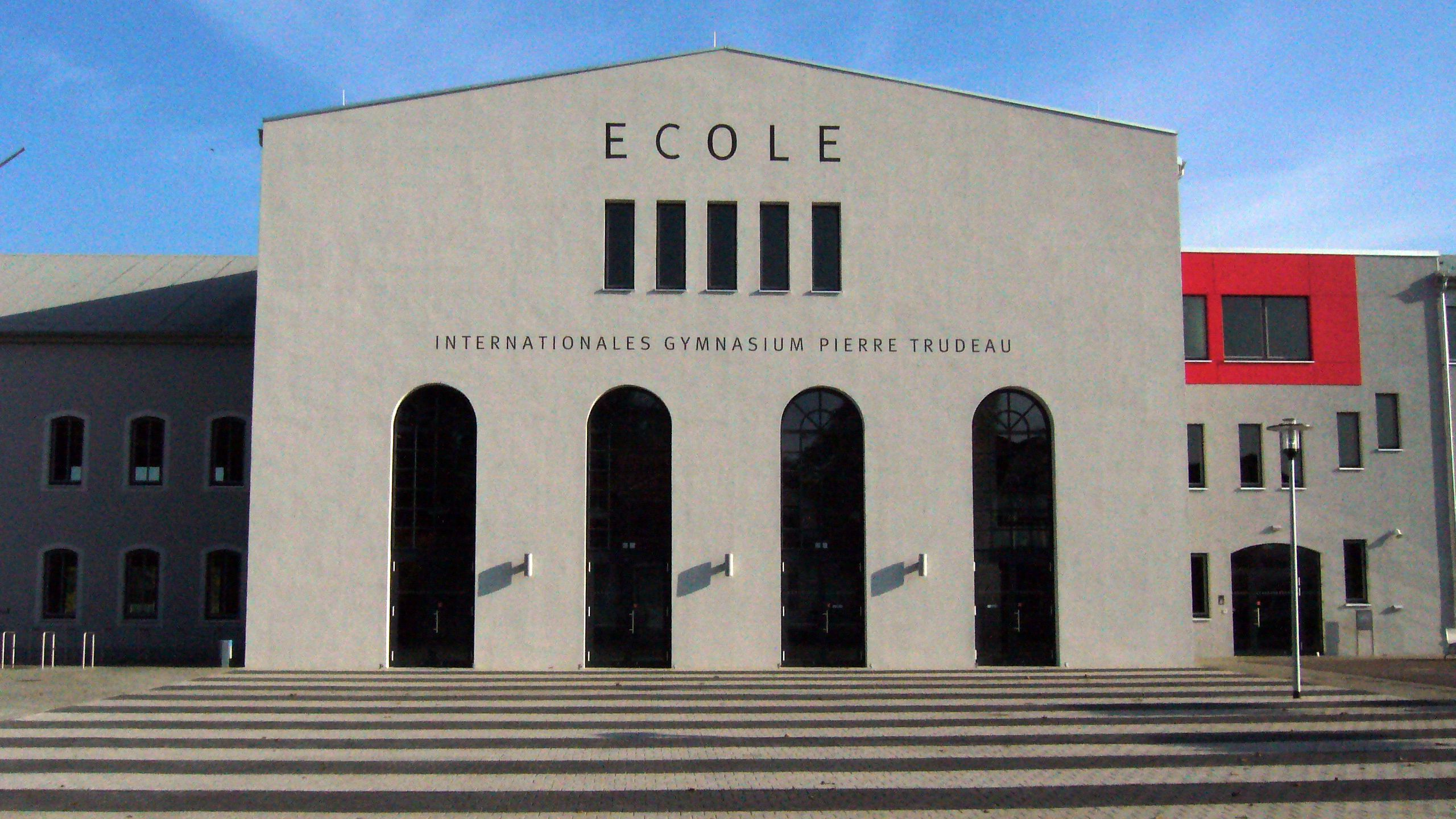
Internationales Gymnasium Pierre Trudeau

## Geschichte
Das Internationale Gymnasium Pierre Trudeau wurde 2004 gegründet, um den Absolventen der  Internationalen Grundschule Pierre Trudeau eine Fortsetzung ihrer bis dahin vierjährigen bilingualen Ausbildung zu ermöglichen. Als Namensgeber für beide Schulen wählte man den kanadischen Politiker Pierre Trudeau, da dieser während seiner Amtszeit die bilingualen Schulen Kanadas stark förderte, um die gegenseitige Verständigung und Akzeptanz zwischen seinen anglophonen und frankophonen Mitbürgern zu verbessern. Im Jahr 2005 zog die Schule von Magdeburg nach Barleben um.

## Pädagogische Ausrichtung
Das Ziel der pädagogischen Arbeit ist die Ausbildung der Schüler zu Weltbürgern. Durch den Einsatz muttersprachlicher Lehrkräfte aus verschiedenen Ländern wird der Fremdsprachenerwerb intensiviert. Der Erwerb ausgeprägter interkultureller Kompetenzen gehört neben den Fremdsprachen zum Weltbürgerkonzept. Unterstützt wird dieser Ausbildungsgang durch die jedes Jahr stattfindenden Sprachreisen zu den Gastfamilien nach Spanien, China, Frankreich, Serbien, England und Marokko. An der Schule werden vier Fremdsprachen gelehrt: Französisch, Englisch, Chinesisch  und Spanisch. Dabei nehmen die beiden erstgenannten eine herausgehobene Stellung ein, da sie beide parallel von der 5. Klasse an intensiv gelehrt werden. Zusätzlich wird ein Teil des  Fachunterrichtes fremdsprachlich unterrichtet: Kunst auf Englisch, Geographie und Geschichte auf Französisch. Spanisch oder Chinesisch kommen je nach Leistungsvermögen der Schüler ab der 6. bzw. 9. Klasse als reguläre dritte Fremdsprache hinzu. In allen Fremdsprachen werden die Schüler zur Ablegung von externen Sprachzertifikaten geführt.
- Französisch: DELF scolaire B1 schon in den 8. und 9. Klassen, B2 Ende der 10. Klasse
- Englisch: CPE Ende der 11. Klasse
- Chinesisch: HSK 2 Ende der 10. Klasse und HSK 3 Ende der 11. Klasse
- Spanisch: DELE B1 Ende der 11. Klasse

Neben dem Landesabitur kann am Internationalen Gymnasium Pierre Trudeau auch das deutsch-französische Doppelabitur AbiBac abgelegt werden. Es ist damit zusammen mit der Latina in Halle (Saale) eines von zwei Gymnasien in Sachsen-Anhalt, wo dies möglich ist.
Im Rahmen des Projekts SINUS-Transfer Grundschule, das der Steigerung der Effizienz des mathematisch-naturwissenschaftlichen Unterrichts diente, erfolgte eine intensive Zusammenarbeit zwischen der Grundschule Pierre Trudeau und dem Internationalen Gymnasium Pierre Trudeau.